# Catherine Marsal
Catherine Marsal (Metz, 20 de enero de 1971) fue una ciclista francesa, ganadora de ocho medallas a los Campeonatos del mundo, destacando un oro en ruta el 1990. También consiguió diferentes campeonatos en categoría júnior y nacional.
Participó en cuatro ediciones de los Juegos Olímpicos, y el 1995 batió el récord de la hora, marca que sólo pudo mantener dos meses, puesto que fue superada por Yvonne McGregor.

## Palmarés en ruta
1987
- Campeona del mundo júnior en ruta

1988
- 1º en el Tour de Finisterre y vencedora de 2 etapas

1989
- 1º en el Tour de Finisterre y vencedora de 3 etapas
- 1º en el Tour de Texas

1990
- Campeona del mundo en ruta
- Campeona de Francia en ruta
- 1º en el Tour de la CEE y vencedora de 2 etapas
- 1º en el Giro de Italia y vencedora de 2 etapas
- 1º en el Tour de Texas y vencedora de una etapa
- 1º en el Tour del Aude y vencedora de 3 etapas
- 1º en el Postgiro y vencedora de una etapa

1991
- Campeona del mundo en contrarreloj por equipos (con Marion Clignet, Nathalie Gendron y Cécile Odin)

1993
- Vencedora de una etapa al Tour ciclista femenino

1994
- 1º en el Tour del Aude y vencedora de una etapa
- Vencedora de 3 etapas al Tour de Finisterre

1995
- Vencedora de una etapa al Tour del Aude
- Vencedora de una etapa al Tour ciclista femenino

1996
- Campeona de Francia en ruta
- Vencedora de una etapa al Tour del Aude
- Vencedora de una etapa al Tour ciclista femenino

1997
- Campeona de Francia en contrarreloj
- Vencedora de una etapa al Giro de Italia

1998
- Vencedora de 2 etapas al Tour del Aude

2002
- Vencedora de una etapa al Tour del Aude
- Vencedora de una etapa a la Vuelta a Castilla y León

## Palmarés en pista
1988
- Campeona del mundo júnior en Persecución

1997
- Campeona de Francia en Persecución
- Campeona de Francia en Puntuación

1999
- Campeona de Francia en Puntuación

### Resultados a laCopa del Mundo en pista
- 1995
- 1º en Atenas, en Persecución
- 1º en Atenas, en Puntuación